# ناتالی تانگ
ناتالی تانگ (انگلیسی: Natalie Tong؛ زادهٔ ۳ مهٔ ۱۹۸۱) بازیگر و مدل اهل هنگ کنگ بریتانیا است. وی از سال ۲۰۰۰ میلادی تاکنون مشغول فعالیت بوده است.
او برندهٔ جوایزی همچون جایزه سالیانه تی‌وی‌بی شده است.